# (1143) Odyseusz
(1143) Odyseusz – planetoida z grupy Trojańczyków Jowisza z obozu greckiego. 

## Odkrycie
Została odkryta 28 stycznia 1930 r. w Landessternwarte Heidelberg-Königstuhl w Heidelbergu przez Karla Reinmutha. Nazwa planetoidy pochodzi od Odyseusza, bohatera Odysei Homera. Przed nadaniem nazwy planetoida nosiła oznaczenie tymczasowe (1143) 1930 BH.

## Orbita
(1143) Odyseusz obiega Słońce w podobnej odległości i podobnym czasie co Jowisz – ponad 5,2 au, około 12 lat. Jako planetoida trojańska znajduje się w punkcie równowagi Lagrange’a L4. Asteroida ta ma średnicę około 115 km i małe albedo.